# Леннікова Тетяна Іванівна
Тетяна Іванівна Леннікова (нар. 4 січня 1924, с. Преображенське, Зілаїрський район, Башкирська АРСР, СРСР — пом. 28 листопада 1993) — радянська, російська актриса театру і кіно. Народна артистка РРФСР (1969), Заслужена артистка РРФСР (1959).

## Біографія
Тетяна Леннікова народилася 4 січня 1924 року в селі Преображенське Башкирської АРСР (нині — районний центр Зілаїр Башкортостану). Мати — Єфросинія Леннікова, кухарка. Батько залишив сім'ю до народження дочки. Мати виховувала її разом з вітчимом, прізвище якого — Гусєв, дівчина носила до початку театральної кар'єри.
Закінчивши сім класів, вступила до сільськогосподарського технікуму. Після початку війни виїхала до Казахстану, де вона познайомилася з евакуйованими з Москви акторами. Працювала костюмером в театрі. У 1944 році актор Михайло Астангов, повертаючись до столиці, запропонував їй місце домробітниці. Практично відразу Тетяна вступила до театральної студії при Театрі імені Моссовєта . Під час навчання на третьому курсі була запрошена на головну роль у фільмі «Маріте» про героїню радянського періоду історії Литви — партизанку Марії Мельникайте. Образ, створений студенткою (в титрах — Тетяна Гусєва) був високо оцінений кінознавчої періодикою СРСР (наприклад, журналом «Радянське мистецтво».)
У 1948 році прийнята до Центрального театру транспорту (МДТ ім. Гоголя), в 1950 році перейшла до МХАТ СРСР ім. М. Горького. У першій половині 1950-х років продовжила успішно зніматися в кіно, спочатку в другорядних ролях (учениця композитора у фільмі «Римський-Корсаков» (1952), учителька історії у фільмі "Атестат зрілості (1954)), пізніше — в головній ролі Олександри Негіної в драмі «Таланти і шанувальники» за п'єсою Олександра Островського. Однак в 1956 році журнал «Театр» опублікував статтю Олпексія Попова «Без серця», яка звинувачувала картину в невірному ідеологічному трактуванні класичного матеріалу, а акторів — у невідповідності високим завданням:

Тут <…> немає театру, немає схвильованого, натхненного ставлення до сцени, не видно у виконавців таланту і одухотвореного людського матеріалу для того, щоб створити сценічні образи Негіної, Мелузова і Домни Пантеліївни. Я аж ніяк не схильний вважати акторів нездатними людьми, але вони обтяжені дрібними і технічними завданнями. Їм ніколи зосередитися на головній «турботі», на основній суті характеру. Вони не створили собі достатній духовний світу людей, закоханих у театр.

Після подібної рецензії кінематографічна кар'єра Тетяни Леннікової припинилася більш ніж на десятиліття.
Її творчий потенціал був реалізований на сцені, де до 1970 року зіграла практично весь класичний жіночий репертуар. Однак, після творчої кризи другої половини 1960-х років, трупу очолив Олег Єфремов, що спричинило докорінний перегляд репертуару і зміну акторських поколінь. У наступні 17 років Тетяна Леннікова брала участь лише в семи спектаклях. Одночасно вона була зайнята в кількох ролях в театрі «Сфера», а також в дуеті з Діною Солдатовою виконувала старовинні російські романси.
Всі останні десятиліття поряд з Тетяною Ленніковою був її чоловік — народний артист Росії, актор Центрального театру Радянської армії Андрій Петров (в шлюбі — більше 40 років, пережили трагедію — смерть новонародженого немовляти, інших дітей не було). У 1987 році при поділі театру актриса перейшла до Московського Художнього театру імені А. П. Чехова, але творчу участь продовжилося недовго. У цей період важко хворів її чоловік, і 9 липня 1990 року він помер. Тетяна Леннікова ненадовго пережила чоловіка: вона померла в листопаді 1993 року.

### Вибрана фільмографія
| Рік  |   | Українська назва                           | Оригінальна назва | Роль                         |
| ---- | - | ------------------------------------------ | ----------------- | ---------------------------- |
| 1947 | ф | Маріте                                     | -                 | Маріте Мельникайте           |
| 1952 | ф | Римський-Корсаков                          | -                 | Марія Лебедєва               |
| 1954 | ф | Атестат зрілості                           | -                 | Антоніна Миколаївна Яковлєва |
| 1956 | ф | Таланти і шанувальники                     | -                 | Олександра Негина            |
| 1959 | ф | Люди блакитних річок                       | -                 | епізод                       |
| 1966 | ф | Денні зірки                                | -                 | мати                         |
| 1968 | ф | Поема про сокиру                           | -                 | Катерина Петрівна            |
| 1972 | ф | На Півночі, на Півдні, на Сході, на Заході | -                 | Ольга                        |
| 1973 | ф | Село Степанчиково і його мешканці          | -                 | Тетяна Іванівна              |
| 1976 | ф | Ну, публіка!                               | -                 | дружина перукаря             |
| 1981 | ф | Проста дівчина                             | -                 | сусідка                      |

### Озвучування мультфільмів
1. 1971 — Аргонавти — Медея / голова Афіни
2. 1984 — Синиця календар. літо
3. 1984 — Синиця календар. осінь
4. 1986 — Нехочуха — Бабуся